# Ильгери-Конрат
Ильгери́-Конра́т (укр. Ільґєрі-Конрат, крымскотат. İlgeri Qoñrat, Ильгери Къонърат) — исчезнувшее село в Джанкойском районе Республики Крым, располагавшееся на юго-востоке района, в степной части Крыма, примерно в 0,5 км к югу от современного села Кондратьево.

## История
Первое документальное упоминание села встречается в Камеральном Описании Крыма… 1784 года, судя по которому, в последний период Крымского ханства Илгеры Конрат входил в Орта Чонгарский кадылык Карасубазарского каймаканства. После присоединения Крыма к России (8) 19 апреля 1783 года, (8) 19 февраля 1784 года, именным указом Екатерины II сенату, на территории бывшего Крымского Ханства была образована Таврическая область и деревня была приписана к Перекопскому уезду. После Павловских реформ, с 1796 по 1802 год, входила в Перекопский уезд Новороссийской губернии. По новому административному делению, после создания 8 (20) октября 1802 года Таврической губернии, Ильгеры-Конрат был включён в состав Кокчора-Киятской волости Перекопского уезда.
По Ведомости о всех селениях, в Перекопском уезде состоящих… от 21 октября 1805 года в деревне Илдери-Конрат числилось 5 дворов и 59 жителей крымских татар. На военно-топографической карте генерал-майора Мухина 1817 года обозначена деревня Конрат с 9 дворами. После реформы волостного деления 1829 года Ильгазы Конрат, согласно «Ведомости о казённых волостях Таврической губернии 1829 года», отнесли к Эльвигазанской волости. На карте 1836 года в деревне 8 дворов, а на карте 1842 года Ильгеры-Конрат обозначен условным знаком «малая деревня» (это означает, что в нём насчитывалось менее 5 дворов).
В 1860-х годах, после земской реформы Александра II, деревню включили в состав Владиславской волости того же уезда. В «Списке населённых мест Таврической губернии по сведениям 1864 года», составленном по результатам VIII ревизии 1864 года, Эльгеры-Конрат — владельческая деревня с 1 двором и 11 жителями. По обследованиям профессора А. Н. Козловского начала 1860-х годов, в селении вода в колодцах глубиной от 1,5—3 до 5 саженей (от 2 до 10 м) была частью солоноватая, а частью солёная. На трехверстовой карте Шуберта 1865—1876 года в деревне Ильгеры-Конрат (или Траш-Конрат) обозначено 2 двора). Согласно «Памятной книжке Таврической губернии за 1867 год», деревня Эльгери Конрат стояла покинутая вследствие эмиграции крымских татар, особенно массовой после Крымской войны 1853—1856 годов, в Турцию; в дальнейшем в документах переписей она не упоминается, но обозначена как малое село Эльгеры-Конрат на карте Крымского статистического управления.